# Shiro Takiki
Shiro Takiki (爽 立樹?, Sō Tachiki) è un personaggio dell'anime Mila e Shiro - Due cuori nella pallavolo, tratto dal manga Attacker YOU! (アタッカーYOU!?), e del sequel, Mila e Shiro - Il sogno continua.

## Il personaggio
In Mila & Shiro, due cuori nella pallavolo, Shiro è un giocatore di pallavolo, molto bravo, e in Mila e Shiro - Il sogno continua, fa il coach. Fa innamorare a prima vista Mila, e la ricambierà, ma non si dichiarerà per permettere alla ragazza concentrarsi unicamente sulla pallavolo. Mila, al contrario, si mostra spontaneamente interessata tanto da confessare il suo amore per lui in televisione (nel manga, Attacker YOU!, non accade nulla di tutto questo).
Nella versione giapponese di Mila & Shiro, due cuori nella pallavolo, Shiro è doppiato da Ken'yū Horiuchi, mentre la voce italiana è di Vittorio Guerrieri.  In Mila e Shiro - Il sogno continua, il doppiatore giapponese è Mitsuaki Madono, mentre la versione italiana mantiene la voce storica.

## Biografia

### Mila & Shiro, due cuori nella pallavolo
All'inizio di Mila & Shiro, due cuori nella pallavolo, Shiro è il capitano della squadra maschile della scuola media Hikawa, ed è suo il merito della vittoria nel campionato scolastico di pallavolo. Incontra Mila per caso e diviene suo amico, nonché il suo interesse romantico. La aiuta spesso negli allenamenti, come quando le insegna ad effettuare il "servizio di punta", e la incoraggia a non abbandonare mai la carriera sportiva. La giocatrice può contare sul suo appoggio anche dopo che il ragazzo lascia le scuole medie. Shiro è un buon amico per Mila, infatti quando Toshiko, il padre della giovane, lo avverte della fuga della figlia (dovuta alla scoperta della vera identità della madre), egli corre a cercarla; la trova, la consola e la riporta a casa.

### Mila e Shiro - Il sogno continua
Shiro viene convocato in Cina per allenare le Dragon Ladies. C'è bisogno di reclutare nuove giocatrici, ed egli propone di contattare Mila, una fortissima schiacciatrice che sarebbe sicuramente utile alla squadra. Andandole a parlare in Giappone, può rivederla dopo tanti anni.

## Adattamento
Il nome di Shiro compare nel titolo italiano dell'anime, perciò si identifica il personaggio come un protagonista. In realtà, il suo ruolo è solo marginale nella serie originale: Shiro appare soprattutto nei primi episodi, ma successivamente fa qualche comparsa sporadica; da notare, poi, che non lo si vede mai giocare interamente una partita. Assume un ruolo importante nella serie moderna.
Il nome originale di Shiro è Sō. Nella versione francese dell'anime, invece, il personaggio viene chiamato Serge; in quella spagnola, Sergio.